# Aimer à perdre la raison
Pour les articles homonymes, voir Perdre la raison.
Albums de Jean Ferrat
Camarade Ferrat chante Aragon
Aimer à perdre la raison est un album studio de Jean Ferrat sorti chez Barclay en 1971 sur lequel se trouvent certaines chansons célèbres, comme, notamment Aimer à perdre la raison ou La Commune.

## Titres
Toute la musique est composée par Jean Ferrat.
| No  | Titre                    | Auteur                | Durée |
| --- | ------------------------ | --------------------- | ----- |
| 1.  | La Commune               | Georges Coulonges     | 2:34  |
| 2.  | Les Derniers Tziganes    | Michelle Senlis       | 2:54  |
| 3.  | Je vous aime             | Jean Ferrat           | 3:18  |
| 4.  | Mis à part               | Jean Ferrat           | 3:18  |
| 5.  | Comprendre               | Jean Ferrat           | 3:12  |
| 6.  | Les Touristes partis     | Jean Ferrat           | 2:15  |
| 7.  | État d'âme               | Jean Ferrat           | 3:00  |
| 8.  | J'imagine                | Henri Gougaud         | 2:40  |
| 9.  | L'Adresse du bonheur     | Henri Gougaud         | 2:30  |
| 10. | Aimer à perdre la raison | Poème de Louis Aragon | 2:35  |
| 11. | Et pour l'exemple        | Philippe Pauletto     | 2:50  |

## Crédits
- Arrangements et direction musicale : Alain Goraguer
- Prise de son : Claude Achallé
- Crédits visuels : Jean-Claude Maillard